# 25679 Andrewguo
25679 Andrewguo (tên chỉ định: 2000 AX105) là một tiểu hành tinh vành đai chính. Nó được phát hiện bởi dự án Nghiên cứu tiểu hành tinh gần Trái Đất Lincoln ở Socorro, New Mexico, ngày 5 tháng 1 năm 2000. Nó được đặt theo tên Andrew Yi Guo, an American high school student whose health sciences team project won second place ở the 2009 Giải thưởng Khoa học và Kỹ thuật Intel.